# Villa Kunterbunt (Wohngemeinschaft)

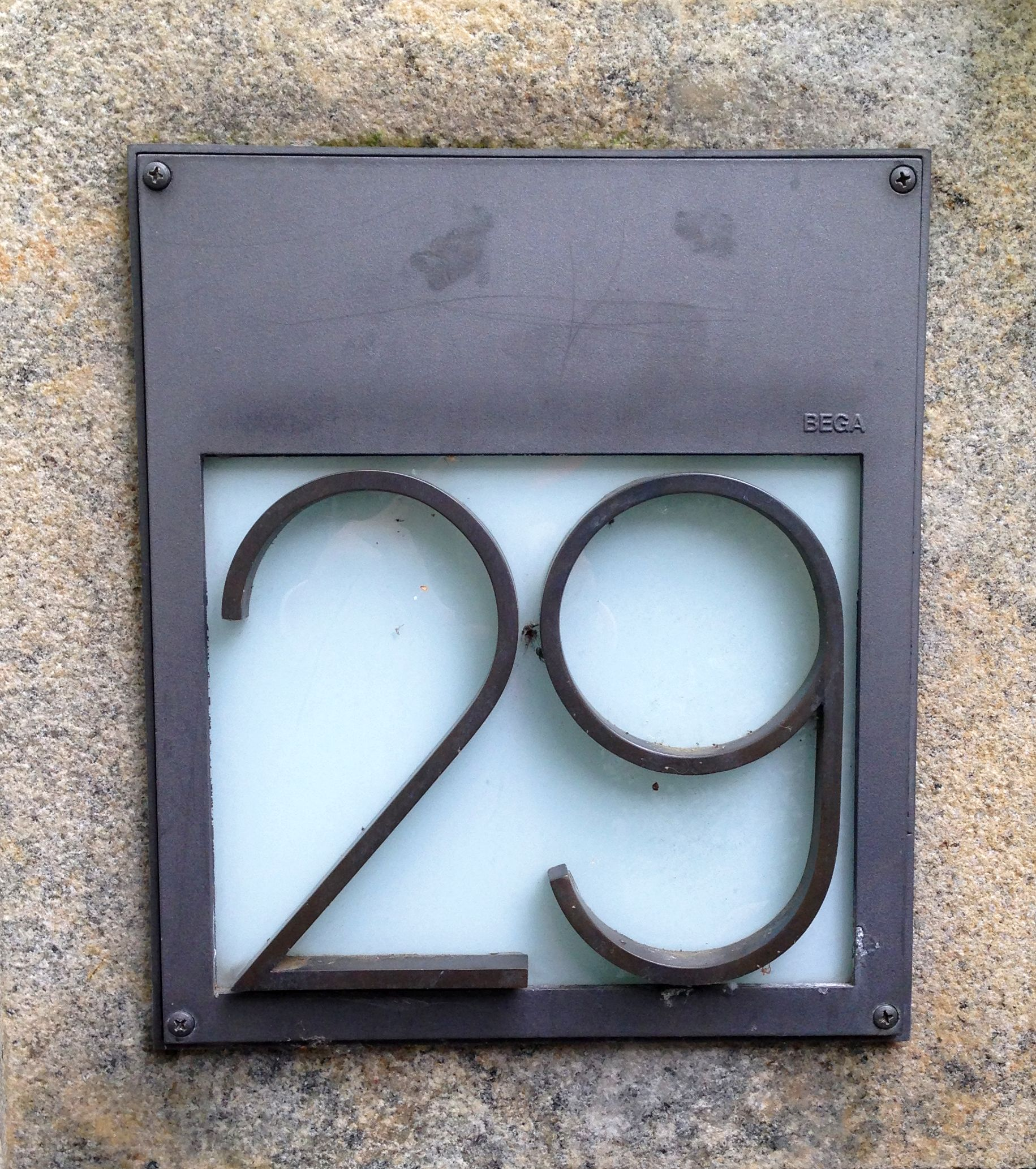
Hausnummer der Rondeel-Villa in Hamburg-Winterhude

Villa Kunterbunt, oder auch Rondeel-Villa, wurde das ehemalige Hamburger Privathaus des kanadischen Botschafters genannt, als es in den 1970er Jahren eine Wohngemeinschaft beherbergte, der viele heute bekannte Künstler angehörten. Das Haus befindet sich im Rondeel 29 in Hamburg-Winterhude. Es gilt neben dem Onkel Pö als eine Geburtsstätte der Hamburger Szene.

## Hintergrund
Der gelernte Kaufmann Wilken F. Dincklage hatte seinen Beruf aufgegeben, um gemeinsam mit dem Musikproduzenten Conny Plank einen Musikverlag zu gründen. Dincklage, der später auch unter dem Künstlernamen „Willem“ bekannt wurde, war Hauptmieter des Hauses, das auch Sitz des „Kraut Musikverlags“ wurde.
Er gründete eine Wohngemeinschaft, zu der unter anderem Udo Lindenberg, Marius Müller-Westernhagen, der Journalist Günter Fink, Otto Waalkes, dessen Manager Hans-Otto Mertens, Gottfried Böttger, Steffi Stephan und Lonzo Westphal gehörten. Zeitweise hatte die WG 14 Bewohner. In der Villa Kunterbunt entstanden Musik und Texte, es wurden Bands gegründet, zum Beispiel die Rentnerband, und hier war die Wiege von Lied- und Comedyfiguren wie Rudi Ratlos, Gerhard Gösebrecht und Bodo Ballermann (Udo Lindenberg) oder Kommissar Kringel, Ebbe Ebbesen und Harry Hirsch (Otto Waalkes). Mit anderen WG-Bewohnern wurden in den Zimmern erste Auftritte geplant. Die Konzerte wurden auf eigene Kosten mitgeschnitten und die Alben im Selbstvertrieb verkauft.
Das Gebäude mit Hausnummer 29 ist heute Sitz der Dr. E. A. Langner-Stiftung.

## Zitate
„Wer hier nicht war und Pineau getrunken hat, der gehörte ganz einfach nicht zur Hamburger Szene. Und wer nicht in der Rondeel-Villa verkehrt hat, noch weniger.“